# Tante Daniele
Tante Daniele (Originaltitel: Tatie Danielle) ist eine französische Filmkomödie von Étienne Chatiliez aus dem Jahr 1989/90 mit Tsilla Chelton in der Titelrolle.

## Handlung
Tante Daniele erzählt die Geschichte einer boshaften alten Frau, die ihren Lebensgenuss daraus zieht, ihren Mitmenschen das Leben zur Hölle zu machen – bis sie an eine junge Altenpflegerin gerät, die ihr gewachsen ist und zu der sie eine echte Freundschaft entwickelt.
Die 85-jährige misanthropische Offizierswitwe Daniele Billard bewohnt ein großes Haus in der französischen Provinz. Mit ihr leben dort nur ihre fast ebenso alte Haushälterin Odile und ihr Hund General, ein riesiger Beauceron, der das einzige Lebewesen ist, dem sie so etwas wie Sympathie entgegenbringt. Ihr einziger Vertrauter ist ihr vor Jahrzehnten verstorbener Mann, mit dessen Fotografie sie allabendlich Zwiesprache hält. Im Übrigen besteht die Welt für sie nur aus Trotteln und Schwachköpfen, die man völlig zu Recht immer wieder mit ihrer Unvollkommenheit und Dummheit konfrontiert. Alle Menschen dienen ihr nur als willkommene Objekte für ihre Lust am Schikanieren und Demütigen, insbesondere Odile, die ihr trotz allem bis zur Hörigkeit ergeben ist. Als Odile eines Tages bei der Hausarbeit durch einen Sturz ums Leben kommt, an dem Daniele nicht ganz unschuldig ist, beschließt deren Großneffe Jean-Pierre Billard, der seine Tante bisher nur von seltenen Besuchen her kennt, sie bei sich und seiner Familie in Paris aufzunehmen. Damit hält das Grauen Einzug in das bis dahin ungetrübte Familienglück der Billards.
Die Familie – bestehend aus Jean-Pierre, seiner altjüngferlichen Schwester Jeanne, seiner Frau Catherine und ihren zwei Söhnen Jean-Christophe (Totoff) und Jean-Marie – ist eine Ansammlung etwas spießiger aber glücklicher Gutmenschen. Da sie keine anderen Verwandten haben, freuen sich zunächst alle über das neue Familienmitglied. Das ändert sich rasch, denn so sehr die Billards sich auch um die Tante bemühen – sie können ihr nichts recht machen. Tante Daniele spielt bald virtuos auf der Klaviatur des schlechten Gewissens und der Ängste der Familienmitglieder. Die Mahlzeiten, die Catherine ihr vorsetzt, bezeichnet sie als ungenießbar, den Familienhund traktiert sie mit Tritten, wann immer sich Gelegenheit dazu bietet, morgens blockiert sie stundenlang das Bad, den kleinen Jean-Christophe lässt sie unbeaufsichtigt im Park zurück, sie beobachtet ihren Neffen und seine Frau heimlich beim Sex und erobert rücksichtslos die Hoheit über Fernseher und Fernbedienung. Schließlich platzt sie in ein Abendessen, das Catherine und Jean-Pierre für einen seiner Geschäftspartner und seine Frau geben und erweckt bei den Gästen den Eindruck, sie sei eine arme, misshandelte Frau, die bei den hartherzigen Billards sogar um Essen und Trinken betteln müsse. Die schlimmsten Demütigungen aber muss die unglücklich liierte Jeanne sich gefallen lassen. So löst der Gedanke, dass sie während der Sommerferien der Familie allein für die Tante sorgen soll, regelrechte Angstzustände bei ihr aus.
Als die Billards erkennen, dass die personifizierte Bosheit in ihr Leben getreten ist, beschließen sie, Jeanne mit in die Ferien zu nehmen und an ihrer Stelle die Altenpflegerin Sandrine zu engagieren. Die junge Frau zieht in die Pariser Wohnung ein, um sich um Tante Daniele zu kümmern. Diese versucht natürlich sofort, auch Sandrine zum Objekt ihrer schikanösen Spielchen zu machen. Unter anderem täuscht sie Inkontinenz vor, damit die Pflegerin täglich das Bett neu beziehen und die Bettlaken waschen muss. Aber die resolute junge Frau durchschaut Tante Daniele und setzt ihr klare Grenzen – eine Erfahrung die Daniele zum ersten Mal in ihrem Leben machen muss. Denn trotz ihres Alters handelt die Tante im Grunde wie ein boshaftes, ungezogenes Kind. Obwohl – oder gerade weil – sie ihren Willen gegen Sandrine nicht durchsetzen kann, fühlt sie zum ersten Mal so etwas wie Sympathie für einen Mitmenschen. Sie spürt, dass die unsentimentale Sandrine, die sich von anderen Menschen nichts gefallen lässt, ihr in gewisser Weise ähnlich ist – und sie in ihrer Eigenart ernster nimmt als ihre wohlmeinenden Verwandten.
Die junge und die alte Frau freunden sich schließlich an. Als aber Sandrine eine Nacht mit einem Freund verbringen will, reagiert Daniele mit einem eifersüchtigen Tobsuchtsanfall. Sie feuert Sandrine und lässt ihre Zerstörungswut an der Wohnung der Billards aus. Sie legt einen Brand und erweckt bei ihren Rettern von Polizei und Feuerwehr den Eindruck, ihre Familie habe sie während der Ferien mutterseelenallein in Paris zurückgelassen, nur mit einigen Dosen Hundefutter als Proviant ausgestattet. Bei ihrer Rückkehr aus dem Urlaub werden die Billards vorübergehend verhaftet und haben alle Mühe, das in den Medien entstandene Bild einer Monsterfamilie zu korrigieren. Nach diesem Exzess muss Tante Daniele nun doch ins Altersheim ziehen. Dort aber geht sie gleich wieder ihren gewohnten Vergnügungen nach, indem sie das Personal und ihre Mitbewohner tyrannisiert. Eines Tages aber verschwindet sie spurlos aus dem Heim. Offenbar hat eine Freundin sie abgeholt.

## Kritik
Die Filmkritik reagierte überwiegend positiv auf die politisch höchst unkorrekte Komödie, die ihren Witz vor allem aus der Situationskomik bezieht.

So urteilte etwa der Kritiker von Cinema über die „schwarzhumorige Komödie“:

„Köstlich. Die Häme einer ganz „neuen“ Alten.“

Der Filmkritiker Bernd Hellweg schrieb:

„Tante Daniele wirkt in jeder Minute so überzeugend, dass man sie am liebsten vergiften würde, aber dennoch geht der Zuschauer eine Komplizenschaft mit dem alten Drachen ein (…). Denn je gemeiner Tante Daniele wird, desto größer sind die Lacher. Doch der Film regt auch zum Nachdenken über den Generationskonflikt an sowie über die Beschränkt-, Hohl- und Falschheit der artigen, spießbürgerlichen Familien. Kurz und gut: „Tante Daniele“ ist eine herrlich schräge und liebevolle Hommage an alle Tanten dieser Welt.“

Vereinzelt stieß der Film auch auf Ablehnung, weil er angeblich ein falsches Bild alter Menschen zeichnet. So schreibt das Lexikon des Internationalen Films:

„Eine bissige Komödie ohne Mitgefühl, die vermeintlich witzige Rundumschläge verteilt und dabei Vorurteile schürt und untermauert. Ein zwar glänzend besetzter, aber ärgerlicher Film.“

## Auszeichnungen
Tante Daniele wurde 1991 in drei Kategorien für den französischen Filmpreis César nominiert:
- für die beste Hauptdarstellerin: Tsilla Chelton
- für die beste Nebendarstellerin: Catherine Jacob
- für die beste Nachwuchsdarstellerin: Isabelle Nanty